# روح الامین (سیاست‌مدار)
روح الامین (پشتو: روح الأمین؛ زادهٔ) سیاست‌مدار اهل افغانستان است. وی والی فراه، افغانستان بود. او این منصب را از مه ۲۰۰۸ تا ۳ آوریل ۲۰۱۲ به عهده داشت.